# Éramos mentirosos
Éramos mentirosos (We were liars en la original) es una serie estadounidense de drama adolescente de 2025 creada por Julie Plec (Crónicas Vampíricas, The Originals) y Carina Adly Mackenzie (Roswell: Nuevo México), para Prime Video.
Se trata de la adaptación de la novela del mismo nombre escrita por E. Lockhart, publicado en 2014.

## Argumento
Cadence "Cady" Sinclair forma parte de la rica estirpe Sinclair, quienes se encuentran todos los veranos en Beachwood, la isla privada de los patriarcas de la familia, los abuelos Harris y Tipper Sinclair. Allí se juntan 3 generaciones de Sinclair y Cadence y sus primos, a quienes llaman todos Los Mentirosos debido a las constantes travesuras, pasan cada verano juntos.
Durante el verano de 2016, Cadence tiene un accidente que hace que se despierte meses después en un hospital con amnesia. Decidida a saber qué ha ocurrido y porqué ningun miembro de su familia quiere hablarle de ello, Cadence volverá a Beachwood en el veranos de 2017 buscando respuestas.

## Elenco

### Principales

#### Los mentirosos
- Emily Alyn Lind como Cadence "Cady" Sinclair
- Shubham Maheshwari como Gatwick "Gat" Patil
- Joseph Zada como Jhonny Sinclair Dennis
- Esther Mcgregor Mirren Sinclair Sheffield

#### La familia Sinclair
- Candice Accola como Bess Sinclair, la hija menos de los Sinclair y madre de Mirren y las gemelas Liberty y Bonnie.
- Mamie Gummeri como Carrie Sinclair, la hija mayor de los Sinclair, es pareja de Ed desde hace años y tiene dos hijos (Johnny y Will) de su anterior matrimonio.
- Caitlin Fitzgerald como Penélope "Penny" Sinclair, la hija mediana de los Sinclair y madre de Cadence, obsesionada porque ésta sea perfecta.
- David Morse como Harris Sinclair, el patriarca de los Sinclair, a quien le gusta ver como sus hijas y nietos se pelean por tener su aprobación y sus recursos.
- Wendy Crewson como Tipper Sinclair, la matriarca de los Sinclair

#### Otros
- Rahul Kohli como Edward "Ed", la pareja de Carrie desde hace años y tío de Gat, quien lo lleva a veranear desde el fallecimiento de su hermano.

### Recurrente
- Brady Droulis como William "Will" Sinclair
- Dylan Bruce como Brody Sheffield, marido de
- Manaia Wall como Liberty Sinclair
- Emerson MacNeil como Bonnie Sinclair
- Dempsy Bryk como Ebon, conductor del barco-taxi

## Episodios
1. Cuéntame mentiras
2. Envuelvela en mentiras
3. Las corbatas eran negras, las mentiras eran blancas
4. El cuarto de vosotros miente
5. Juntos en un rayo de esperanza 
6. Cuando las mentiras te dan limones 
7. Todos saben que en capitán mintió 
8. Mis amigos mienten bajo el sol